# 热桑
热桑（法語：Jessains，法語發音：[ʒɛsɛ̃]）是法国奥布省的一个市镇，属于奥布河畔巴尔区。

## 地理
热桑（48°17'47"N, 4°34'39"E）面积10.88 平方千米，位于法国大東部大區奥布省，该省份为法国中北部省份，北起马恩省，西接塞纳-马恩省，西南至约讷省，东南至科多尔省，东临上马恩省。
与热桑接壤的市镇（或旧市镇、城区）包括：阿芒斯、阿尔冈松、博桑库尔、特拉讷、于尼安维尔、沃雄维利耶。

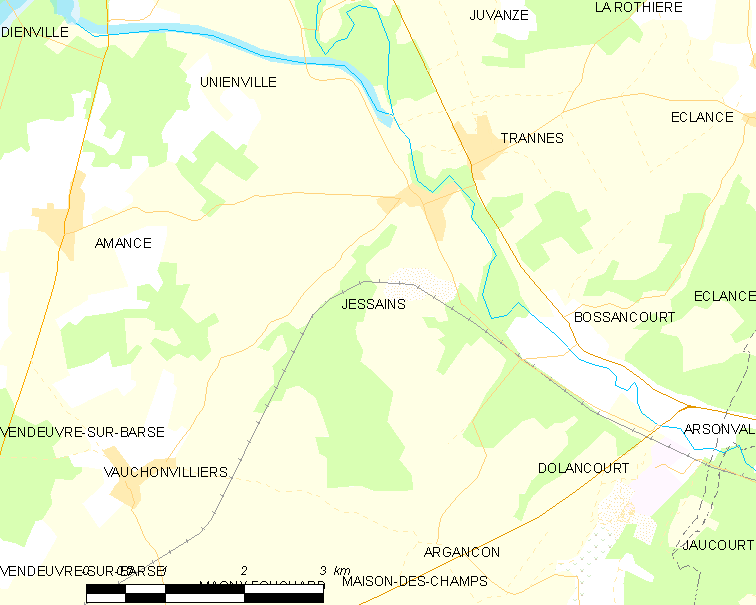
热桑的OSM定位图

热桑的时区为UTC+01:00、UTC+02:00（夏令时）。

## 行政
热桑的邮政编码为10140，INSEE市镇编码为10178。

## 政治
热桑所属的省级选区为巴尔斯河畔旺德夫尔县。

## 人口

1962-2008年间热桑人口变化图示

热桑于2022年1月1日时的人口数量为253人。